# Giuliano Giuliani
Giuliano Giuliani (Roma, 29 de setembro de 1958 – Bolonha, 14 de novembro de 1996) foi um futebolista italiano que atuava como goleiro.

## Carreira
Depois de passar 3 anos com os pais na Alemanha Ocidental, passou a morar com seus tios em Arezzo e deu seus primeiros passos no futebol atuando no Gabos, uma equipe de base da cidade, inicialmente jogando como atacante. Suas atuações chamaram atenção de times maiores - o Torino era um dos interessados, mas os tios de Giuliani não aceitavam a contratação do goleiro, que estreou profissionalmente em 1976, aos 17 anos, pelo Arezzo, tendo permanecido no clube até 1980.
Sua estreia na Série A do Campeonato Italiano foi na temporada 1980–81, no Como, onde inicialmente seria reserva de Villiam Vecchi e, com a saída deste para a SPAL, assumiu a titularidade. Pelos Lariani, disputou 135 jogos até 1985, quando foi contratado pelo Verona. Substituindo Claudio Garella, que era o titular da posição no título nacional na temporada anterior e contratado pelo Napoli, o goleiro viu sua equipe terminar em décimo lugar, longe de repetir o desempenho de 1984–85.
Porém, seria no próprio Napoli que ele conquistou os únicos títulos de sua carreira: a Copa da UEFA de 1988–89 e o Campeonato Italiano de 1989–90, quando a equipe era liderada, em campo, por Diego Maradona e Careca. Com 64 partidas disputadas em 2 temporadas (98, somando todas as competições), o goleiro foi descartado dos planos do técnico Alberto Bigon e deixou os Partenopei em 1990 para jogar na Udinese. A última partida na carreira de Giuliani foi contra a Internazionale, válida pela Série A, perdendo o restante da temporada em decorrência de uma séria lesão.

## Seleção Italiana
Pela Seleção Italiana, Giuliani fez parte do elenco que disputou das Olimpíadas de Seul, em 1988, como reserva de Stefano Tacconi. No mesmo ano, chegou a ser convocado por Azeglio Vicini para um amistoso contra os Países Baixos, chegando inclusive a ser cotado como terceiro goleiro da Azzurra na Copa de 1990, mas não foi lembrado para a lista definitiva - Gianluca Pagliuca, então na Sampdoria, foi convocado para a vaga.

## Vida pessoal e morte
Casado com a modelo e apresentadora Raffaella Del Rosario, Giuliani não voltaria a trabalhar no futebol depois da aposentadoria como jogador e abriu uma loja de roupas em Bolonha. Após um jornal noticiar que ele teria AIDS, reagiu chamando os autores da notícia de "desgraçados" e que "só sabiam espalhar boatos". Ele também chegou a ser preso em 1993 por porte de cocaína. Ao levar sua filha Gessica para se vacinar, os médicos descobriram que a saúde do ex-goleiro havia piorado e ele decidiu se internar para tratamento da doença, morrendo em 14 de novembro de 1996, vitimado por uma crise pulmonar.

## Títulos
Napoli
- Campeonato Italiano: 1989–90
- Copa da UEFA: 1988–89